# 鄭宗載
鄭宗載（1448年—？），字本厚，湖廣荊州府石首縣人，軍籍，明朝政治人物。

## 生平
成化二十二年丙午科湖廣鄉試第三十名舉人。成化二十三年（1487年）中式丁未科會試第三百十二名，三甲第七十九名進士。弘治元年（1488年）闰正月选授翰林院检讨，三年十月授岐王府右長史。後官九江府同知。

## 家族
曾祖鄭祥恭；祖父鄭紀；父鄭熙齊，母蕭氏；繼母蔡氏。具庆下。